# 西藏藏医药大学
西藏藏医药大学（藏語：བོད་ལྗོངས་བོད་ལུགས་གསོ་རིག་སློབ་ཆེན།）是中华人民共和国的一所全日制本科公办省属普通高等学校，位于西藏自治区拉萨市。

## 校史沿革
学校前身为西藏藏医学校和西藏大学藏医系，1989年9月西藏大学藏医学院成立，1993年2月经国家教委批准，该学院独立为药王山藏医学院，正式列入全国普通高等教育序列。2002年，中华人民共和国教育部进一步明确该校名称为西藏藏医学院，成为世界上第一所独立设置的培养藏医药高层次专业人才的高等学府。2018年，更名为西藏藏医药大学。

## 院系设置
学校拥有1个一级学科博士点(中医学-藏医)、2个学术硕士学位点(中医学-藏医、中药学-藏药)、1个专业硕士学位点(中医学-藏医)，1个藏医药博士后科研流动站。藏医学、藏药学、护理学、市场营销、中（藏）西医结合、中（藏）药制药6个本科专业。

### 教学教辅机构
- 研究生处
- 藏医系
- 藏药系
- 继续教育部
- 基础部
- 附属医院
- 图书信息网络中心
- 实验教学中心[3]

### 党政机构
- 办公室
- 党委组织部
- 党委宣传部
- 纪委（监察室）
- 教务处
- 学工处（团委）
- 科研处
- 保卫处
- 总务处
- 藏医药研究所
- 财务科[3]